# 卡琳·博耶

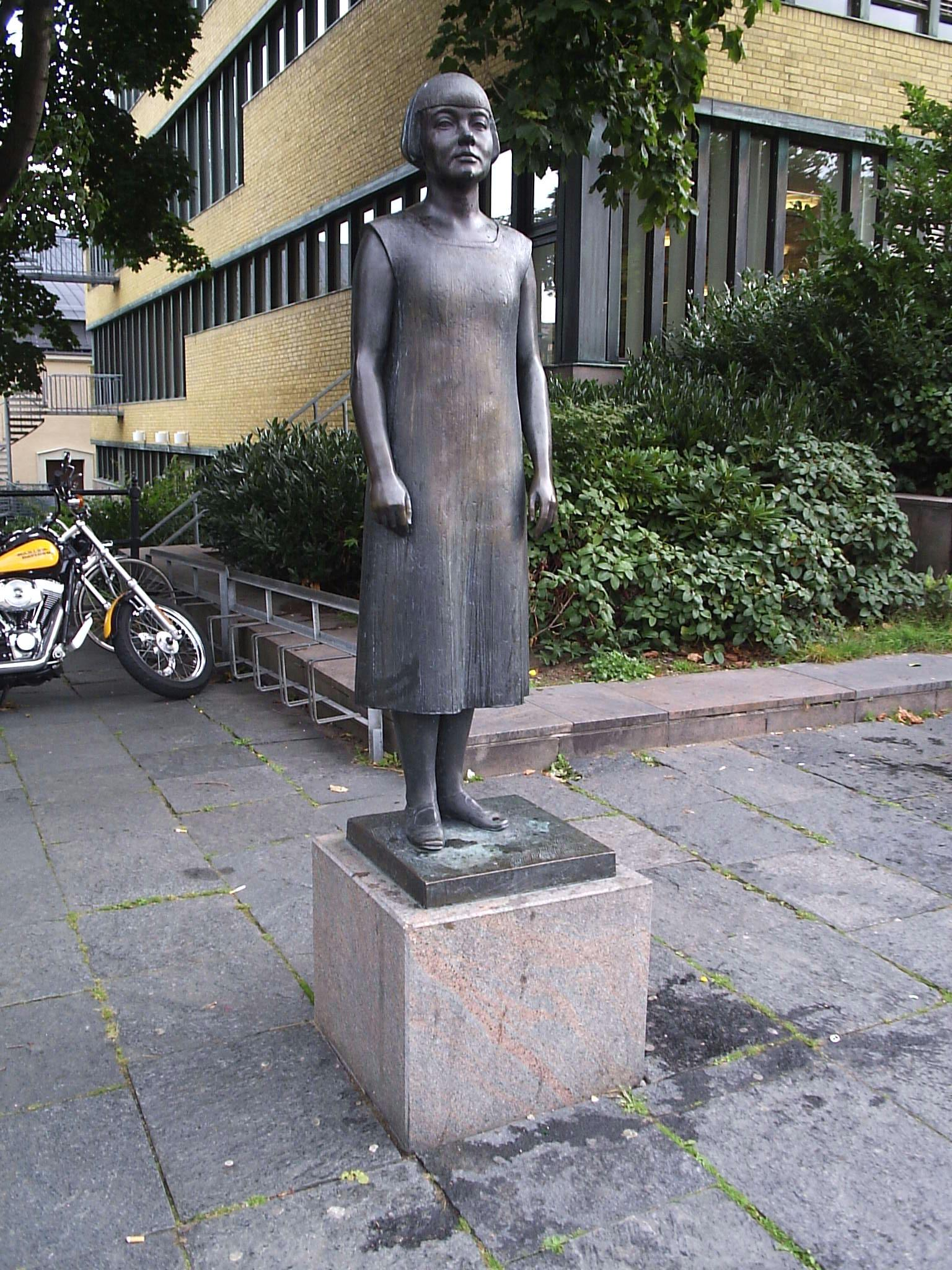
哥德堡市图书馆外的卡琳·博耶铜像

卡琳·博耶（Karin Maria Boyeⓘ，1900年10月26日—1941年4月24日）是一位瑞典诗人和小说家。

## 早期
卡琳·博耶出生于瑞典哥德堡市，1909年与她的家人搬到斯德哥尔摩。1921年到1926年她曾就读于乌普萨拉大学。

## 后期
1929年和1932年间，卡琳与Leif Björck结婚。离开丈夫后，她与Gunnel Bergström保持同性恋关系。1932-1933年在柏林逗留期间，她遇到了Margot Hanel，后来她们一直生活在一起，Margot Hanel被卡琳称为“她的妻子”。
1941年4月23日，卡琳·博耶吞安眠药自杀死亡。她的尸体于4月27日被发现在大石山上，现在山上建了一个纪念碑。Margot Hanel不久后也自杀。

## 作品
小说:
- Astarte, 1931
- Merit vaknar, 1933
- Kris, 1934
- För lite, 1936
- Kallocain, 1940

诗集:
- Moln, 1922
- Gömda land, 1924
- Härdarna, 1927
- För trädets skull, 1935
- De sju dödssynderna, 1941 (not completed, posthumously published)
- Complete Poems in English translation by David McDuff, Bloodaxe Books, 1994 ISBN 1852241098